# Werner Rahn
Werner Rahn (* 9. Juni 1939 in Ilsenburg; † 19. November 2022 in Potsdam) war ein deutscher Marineoffizier (Kapitän zur See a. D.) und Militärhistoriker. Er war Amtschef des Militärgeschichtlichen Forschungsamtes.

## Leben
Werner Rahn begann nach der Volksschule eine Ausbildung zum Elektroinstallateur. 1954 reiste die Familie in die Bundesrepublik aus. 1960 legte er am Aufbaugymnasiums Herdecke das Abitur ab.
Er trat am 1. April 1960 in die Bundeswehr ein, wurde Offizier bei der Marine und hatte verschiedene Bord- und Landkommandos. 1974 wurde er bei Günter Moltmann am Fachbereich Geschichtswissenschaften der Universität Hamburg mit der Dissertation Verteidigungskonzeption und Reichsmarine in der Weimarer Republik zum Dr. phil. promoviert. Nach dem Geschichtsstudium lehrte Rahn Wehrgeschichte an der Marineschule Mürwik und der Führungsakademie der Bundeswehr.
Von 1980 bis 1997 war er (u. a. als Abteilungsleiter) am Militärgeschichtlichen Forschungsamt beschäftigt, dessen Amtschef er vom April 1995 bis September 1997 war. 1991/92 war Rahn im Rahmen eines Austauschprogramms der U.S. Navy „Secretary of the Navy Research Fellow“ am Naval War College in Newport, Rhode Island.
Nach seiner Pensionierung 1997 übernahm er von 2006 bis 2009 das Berliner Büro der Deutschen Gesellschaft für Wehrtechnik.

## Schriften (Auswahl)
- Reichsmarine und Landesverteidigung 1919–1928. Konzeption und Führung der Marine in der Weimarer Republik. Bernard und Graefe, München 1976, ISBN 3-7637-5143-2.
- mit Manfred Messerschmidt, Klaus A. Maier, Bruno Thoß: Militärgeschichte. Probleme – Thesen – Wege (= Beiträge zur Militär- und Kriegsgeschichte, Band 25). Im Auftrag des Militärgeschichtlichen Forschungsamtes, Deutsche Verlags-Anstalt, Stuttgart 1982, ISBN 3-421-06122-X.
- hrsg. mit Gerhard Schreiber: Kriegstagebuch der Seekriegsleitung 1939–1945. Im Auftrag des Militärgeschichtlichen Forschungsamtes in Verbindung mit dem Bundesarchiv-Militärarchiv und der Marine-Offizier-Vereinigung, Mittler, Berlin u. a. 1988 ff.
- mit Wilhelm Treue, Eberhard Möller: Deutsche Marinerüstung 1919–1942. Die Gefahren der Tirpitz-Tradition. Mittler, Herford u. a. 1992, ISBN 3-8132-0386-7.
- hrsg.: Deutsche Marinen im Wandel. Vom Symbol nationaler Einheit zum Instrument internationaler Sicherheit (= Beiträge zur Militärgeschichte. Band 63). Im Auftrag des Militärgeschichtlichen Forschungsamtes, Oldenbourg, München 2005, ISBN 3-486-57674-7.

## Ehrungen
- 2016: Hattendorf Prize for Distinguished Original Research in Maritime History